# إنزيم التيلوميراز العكسي
إن إنزيم التيلوميراز العكسي (المُختصر إلى TERT ، أو إتش تيرت  hTERT في البشر) هو وحدة تحفيزية من إنزيم تيلوميراز ، والذي يشتمل ، مع مكون تيلوميراز الرنا (TERC) ، على أهم وحدة في مجمع التيلوميراز.  
تعد التيلوميرات جزءًا من مجموعة فرعية متميزة من البوليميرات المعتمدة على الحمض النووي الريبي. يعمل التيلوميراز على إطالة التيلوميرات في خيوط الحمض النووي ، مما يسمح للخلايا الشائخة التي من شأنها أن تصبح ما بعد التكاثر وتخضع لموت الخلايا المبرمج لتتجاوز حد هايفليك وتصبح خالدة ، كما هو الحال غالبًا مع الخلايا السرطانية. لكي تكون خاصة ومحددة ، تكون TERT مسؤولة عن تحفيز إضافة النيوكليوتيدات في تسلسل TTAGGG إلى نهايات تيلوميرات الكروموسوم .  هذه الإضافة لتسلسلات الحمض النووي المتكررة تمنع تدهور النهايات الصبغية بعد جولات متعددة من النسخ المتماثل. 
يرتبط غياب إتش تيرت (hTERT ) (عادة نتيجة لطفرة صبغية ) بالاضطراب الطبي المعروف بـ متلازمة المواء  .  

## الوظيفة
التيلوميراز هو بوليميراز بروتين نووي ريبوني يحافظ على نهايات التيلومير عن طريق إضافة تكرار التيلومير TTAGGG. يتكون الإنزيم من بروتين له نشاط النسخ العكسي ، المشفر بواسطة هذا الجين ، ومكون الرنا الذي يعمل كقالب لتكرار التيلومير. يلعب تعبير التيلوميراز دورًا في الشيخوخة الخلوية ، حيث يتم كبته عادةً في الخلايا الجسدية بعد الولادة ، مما يؤدي إلى تقصير التيلوميرات التدريجي. تشير الدراسات التي أجريت على الفئران إلى أن الإنزيم تيلوميراز يشارك أيضًا في إصلاح الكروموسومات ، حيث قد يحدث تخليق دي نوفو لتكرارات التيلومير عند حدوث فواصل مزدوجة الشريطة . وبدلاً من ذلك ، تم التعرف على متغيرا ت تشفر مصاوغات المختلفة للنسخة العكسية للإنزيم تيلوميراز ؛ و لم يتم تعيين تسلسل الطول بالكامل لبعض المتغيرات. يُعتقد أن التضفير البديل في هذا الموضع هو إحدى آليات تنظيم نشاط التيلوميراز. 

## التنظيم
يتكون جين hTERT (إتش تيرت) ، الموجود على الكروموسوم 5 ، من 16 إكسونات و 15 إنترونًا تمتد على 35 كيلو قاعدة نووية. يشتمل المحفز الأساسي لـ إتش تيرت على 330 زوج قاعدي من موقع بدء الترجمة (AUG نظرًا لأنه RNA باستخدام الكلمتين "إكسون" و "إنترون") ، بالإضافة إلى 37 زوجًا قاعديا من إكسون 2 من جين إتش تيرت .    محفز إتش تيرت غني بـ GC ويفتقر إلى صناديق صندوق TATA وصندوق كات CAAT box ولكنه يحتوي على العديد من المواقع للعديد من عوامل النسخ ، مما يشير إلى مستوى عالٍ من التنظيم بواسطة عوامل متعددة في العديد من السياقات الخلوية.  تتضمن عوامل النسخ التي يمكن أن تنشط إتش تيرت العديد من الجينات المسرطنة (الجينات المسببة للسرطان) مثل c-Myc و Sp1 و HIF-1 و AP2 وغيرها ، في حين أن العديد من الجينات المثبطة للسرطان مثل p53 و WT1 و Menin تنتج عوامل تثبط نشاط إتش تيرت.   شكل آخر من أشكال تنظيم بالإنقاص وتنظيم بالزيادة هو من خلال إزالة ميثيل الهستونات القريبة من منطقة المحفز ، مما يقلد الكثافة المنخفضة للهستونات ثلاثية الميثيل التي تظهر في الخلايا الجذعية الجنينية .  هذا يسمح بتوظيف هيستون أسيتيل ترانسفيراز HAT لفك التسلسل الذي يسمح بنسخ الجين. 
غالبًا ما يرتبط نقص التيلومير بالشيخوخة والسرطان وظروف خلل التقرن الخلقي ومتلازمة المواء. وفي الوقت نفسه ، غالبًا ما يرتبط الإفراط في التعبير عن أتش تيرت بالسرطانات وتشكيل الورم.     يعد تنظيم إتش تيرت مهمًا للغاية للحفاظ على الخلايا الجذعية والسرطانية ويمكن استخدامه بطرق متعددة في مجال الطب التجديدي .

## الخلايا الجذعية
غالبًا ما يكون تنظيم إتش تيرت في الخلايا التي تنقسم بسرعة ، بما في ذلك الخلايا الجذعية الجنينية والخلايا الجذعية البالغة .  إنه يطيل تيلوميرات الخلايا الجذعية ، مما يؤدي إلى زيادة عمر الخلايا الجذعية عن طريق السماح بانقسام غير محدد دون تقصير التيلوميرات. لذلك فهي مسؤولة عن خصائص التجديد الذاتي للخلايا الجذعية. تم العثور على تيلوميراز ، على وجه التحديد لاستهداف التيلومير الأقصر على التيلومير الأطول ، وذلك بسبب الآليات التنظيمية المختلفة داخل الخلايا التي تقلل من تقارب التيلوميراز إلى التيلوميرات الأطول. يحافظ هذا التقارب التفضيلي على التوازن داخل الخلية بحيث تكون التيلوميرات بطول كافٍ لوظيفتها ومع ذلك ، في نفس الوقت ، لا تساهم في استطالة التيلومير الشاذة. 
غالبًا ما يستخدم التعبير العالي لــ إتش تيرت كمعلم لحالة تعدد القدرات وتعدد الإمكانات للخلايا الجذعية الجنينية والبالغة. تم اكتشاف إفراط في التعبير لــ إتش تيرت التي تعمل على تخليد أنواع معينة من الخلايا وكذلك نقل خصائص مختلفة مثيرة للاهتمام إلى خلايا جذعية مختلفة.  

### التخليد
يخلد إتش تيرت الخلايا الطبيعية المختلفة في مزرعة الخلايا ، وبالتالي يمنح خصائص التجديد الذاتي للخلايا الجذعية لمزارع الخلايا غير الجذعية.   هناك عدة طرق يمكن من خلالها تحقيق خلود الخلايا غير الجذعية ، إحداها عن طريق إدخال إتش تيرت في الخلايا. غالبًا ما تعبر الخلايا المتمايزة عن مكون تيلوميراز الرنا و TP1 ، وهو بروتين مرتبط بتيلوميراز يساعد في تكوين مجموعة تيلوميرازات ، ولكنه لا يُعبر إتش تيرت. وبالتالي يعمل إتش تيرت كعامل مهديء لنشاط التيلوميراز في الخلايا المتمايزة.   ومع ذلك ، مع الإفراط في التعبير إتش تيرت يمكن تكوين تيلوميراز نشط في خلايا متباينة. تم استخدام هذه الطريقة لتخليد البروستاتا الظهارية والخلايا المشتقة من اللحمية ، والتي يصعب عادة زرعها في المختبر . يسمح تقديم إتش تيرت بتوليد هذه الخلايا في المختبر ويتيح فرصة لأبحاث مستقبلية مفيدة . إن إدخال إتش تيرت له ميزة على استخدام البروتين الفيروسي للتخليد من حيث أنه لا ينطوي على تعطيل الجين الكابت للورم ، مما قد يؤدي إلى تكوين السرطان. 

### التعزيز
يؤدي الإفراط في التعبير عن إتش تيرت في الخلايا الجذعية إلى تغيير خصائص الخلايا.   ويزيد التعبير المفرط لـ إتش تيرت من خصائص الخلايا الجذعية للخلايا الجذعية اللحمية البشرية. ويتقارب ملف التعبير عن الخلايا الجذعية الوسيطة نحو الخلايا الجذعية الجنينية ، مما يشير إلى أن هذه الخلايا قد يكون لها خصائص شبيهة بالخلايا الجذعية الجنينية. ومع ذلك فقد لوحظ أن الخلايا الجذعية الوسيطة تخضع لمستويات منخفضة من التمايز التلقائي.  يشير هذا إلى أن قدرة التمايز للخلايا الجذعية البالغة قد تعتمد على أنشطة التيلوميراز. لذلك فإن الإفراط في التعبير عن أتش تيرت ، والذي يشبه زيادة أنشطة التيلوميراز ، قد ينتج خلايا جذعية بالغة ذات قدرة أكبر على التمايز ، وبالتالي ، قدرة أكبر على العلاج.
تؤدي زيادة أنشطة التيلوميراز في الخلايا الجذعية إلى تأثيرات مختلفة اعتمادًا على الطبيعة الذاتية للأنواع المختلفة من الخلايا الجذعية.  وبالتالي ، لن يكون لجميع الخلايا الجذعية خصائص خلايا جذعية متزايدة. على سبيل المثال ، أظهرت الأبحاث أنه يمكن تنظيم الإنزيم تيلوميراز في +CD34 خلايا دم الحبل السري من خلال الإفراط في التعبير عن إتش تيرت . تم تعزيز بقاء هذه الخلايا الجذعية على قيد الحياة على الرغم من عدم وجود زيادة في تضاعف عدد السكان. 

### الأهمية السريرية
قد يكون إلغاء تنظيم تعبير التيلوميراز في الخلايا الجسدية متورطًا في تكوين الورم.
تشير الدراسات على الجينوم إلى أن تيرت هو جين حساس بالنسبة للإصابة بالعديد من السرطانات ، بما في ذلك سرطان الرئة.

### الدور في تكوين السرطان
تم فحص جين إتش تيرت بحثًا عن الطفرات وارتباطها بخطر الإصابة بالسرطان. تم العثور على أكثر من مائتي مجموعة من أشكال إتش تيرت وتطور السرطان. كان هناك عدة أنواع مختلفة من السرطان، وتراوحت قوة الارتباط بين تعدد الأشكال وتطور السرطان من ضعيف إلى قوي. كما تم البحث في تنظيم إتش تيرت لتحديد الآليات المحتملة لتنشيط التيلوميراز في الخلايا السرطانية. الأهم من ذلك هو أن الطفرات في مروج (تحفيز) إتش تيرت تم تحديدها لأول مرة في سرطان الجلد، وقد ثبت لاحقًا أنها الطفرات غير المشفرة الأكثر شيوعًا في السرطان. يبدو أن الجليكوجين سينسيز كيناز 3 ( جي إس كيه 3 ) يتم التعبير عنه بشكل مفرط في معظم الخلايا السرطانية. يشارك جي إس كيه 3 في تنشيط المروج من خلال التحكم في شبكة من عوامل النسخ . ويشارك اللبتين أيضًا في زيادة تعبير الرنا المرسال لــ إتش تيرت عبر محول الإشارة وتفعيل النسخ 3 ( ستات3 )، مما يشير إلى آلية لزيادة حدوث السرطان لدى الأفراد الذين يعانون من السمنة المفرطة. هناك العديد من الآليات التنظيمية الأخرى التي تتغير أو تشذ في الخلايا السرطانية، بما في ذلك مسار إشارات Ras وغيره من منظمات النسخ. الفسفرة هي أيضًا عملية أساسية لتعديل ما بعد النسخ والتي تنظم تعبير mRNA والتوطين الخلوي. من الواضح أن هناك العديد من الآليات التنظيمية لتنشيط وقمع نشاط إتش تيرت والتيلوميراز في الخلية، مما يوفر طرقًا للبقاء على قيد الحياة.
تم فحص جين إتش تيرت بحثًا عن الطفرات وارتباطها بخطر الإصابة بالسرطان. تم العثور على أكثر من مائتي مجموعة من أشكال إتش تيرت وتطور السرطان. كان هناك عدة أنواع مختلفة من السرطان، وتراوحت قوة الارتباط بين تعدد الأشكال وتطور السرطان من ضعيف إلى قوي. كما تم البحث في تنظيم إتش تيرت لتحديد الآليات المحتملة لتنشيط التيلوميراز في الخلايا السرطانية. الأهم من ذلك هو أن الطفرات في مروج (تحفيز) إتش تيرت تم تحديدها لأول مرة في سرطان الجلد، وقد ثبت لاحقًا أنها الطفرات غير المشفرة الأكثر شيوعًا في السرطان. يبدو أن الجليكوجين سينسيز كيناز 3 ( جي إس كيه 3 ) يتم التعبير عنه بشكل مفرط في معظم الخلايا السرطانية. يشارك جي إس كيه 3 في تنشيط المروج من خلال التحكم في شبكة من عوامل النسخ . ويشارك اللبتين أيضًا في زيادة تعبير الرنا المرسال لــ إتش تيرت عبر محول الإشارة وتفعيل النسخ 3 ( ستات3 )، مما يشير إلى آلية لزيادة حدوث السرطان لدى الأفراد الذين يعانون من السمنة المفرطة. هناك العديد من الآليات التنظيمية الأخرى التي تتغير أو تشذ في الخلايا السرطانية، بما في ذلك مسار إشارات Ras وغيره من منظمات النسخ. الفسفرة هي أيضًا عملية أساسية لتعديل ما بعد النسخ والتي تنظم تعبير mRNA والتوطين الخلوي. من الواضح أن هناك العديد من الآليات التنظيمية لتنشيط وقمع نشاط إتش تيرت والتيلوميراز في الخلية، مما يوفر طرقًا للبقاء على قيد الحياة للخلايا السرطانية.

## الإمكانات العلاجية
إذا كانت زيادة نشاط التيلوميراز مرتبطة بالورم الخبيث فإن علاجات السرطان المحتملة يمكن أن تتضمن تثبيط مكونه التحفيزي، إتش تيرت ، لتقليل نشاط الإنزيم والتسبب في موت الخلايا. ونظرًا لأن الخلايا الجسدية الطبيعية لا تعبر عن تيرت ، فإن تثبيط التيلوميراز في الخلايا السرطانية يمكن أن يسبب الشيخوخة وموت الخلايا المبرمج دون التأثير على الخلايا البشرية الطبيعية. لقد وجد أن الطفرات السلبية السائدة في إتش تيرت يمكن أن تقلل من نشاط التيلوميراز داخل الخلية. أدى هذا إلى موت الخلايا المبرمج وموت خلايا من الخلايا ذات أطوال التيلومير القصيرة، وهي نتيجة واعدة لعلاج السرطان. وعلى الرغم من أن الخلايا ذات التيلوميرات الطويلة لم تتعرض لموت الخلايا المبرمج إلا أنها طورت خصائصا مميتة وخضعت لتقصير التيلومير. تم أيضًا اكتشاف أن نشاط التيلوميراز يتم تثبيطه بواسطة المواد الكيميائية النباتية مثل الأيزوبرنويدات و الجينيستين و الكركمين وما إلى ذلك. تلعب هذه المواد الكيميائية دورًا في تثبيط مسار mTOR (إم تور) عبر التنظيم السفلي للفسفرة. يعد مسار إم تور مهمًا جدًا في تنظيم تخليق البروتين فهو يتفاعل مع التيلوميراز لزيادة تعبيره. تم العثور على العديد من المواد الكيميائية الأخرى التي تمنع نشاط التيلوميراز ويتم اختبارها حاليًا كخيارات علاجية سريرية محتملة مثل نظائرها النيوكليوسيدية ومشتقات حمض الريتينويك والمضادات الحيوية الكينولونية و مشتقات الكاتشين . هناك أيضًا طرق جزيئية وراثية أخرى لتثبيط التيلوميراز، مثل العلاج المعكوس و تداخل الحمض النووي الريبوزي (الرنا) .
لقد ثبت أن أجزاء ببتيد إتش تيرت تحفز تفاعل الخلايا التائية القاتلة ضد الخلايا السرطانية الإيجابية للتيلوميراز في المختبر . ويتم التوسط في الاستجابة بالخلايا الجذعية التي يمكنها عرض المستضدات المرتبطة بـ إتش تيرت على مستقبلات MHC من الفئتين الأولى والثانية بعد انتقال الفيروس الغداني لبلازميد إتش تيرت إلى الخلايا الجذعية، التي تتوسط في استجابات الخلايا التائية . تصبح الخلايا الجذعية بعد ذلك قادرة على تقديم المستضدات المرتبطة بالتيلوميراز حتى في وجود كميات غير قابلة للاكتشاف من نشاط التيلوميراز، طالما أن البلازميد إنش تيرت موجود. ويــٌعتبر العلاج المناعي ضد الخلايا السرطانية الإيجابية للتيلوميراز مجالًا واعدًا في أبحاث السرطان والذي أثبت فعاليته في الدراسات المختبرية ونماذج الفئران.

## العلاج بالأندروجين
على الرغم من أن الآلية ليست مفهومة تمامًا، إلا أن تعرض الخلايا المكونة للدم التي تعاني من نقص تيرت للأندروجينات أدى إلى زيادة مستوى نشاط تيرت. يمكن استعادة الخلايا التي تحتوي على طفرة تيرت متغايرة الزيجوت، مثل تلك الموجودة في مرضى DKC (خلل التقرن الخلقي)، والتي تظهر عادةً مستويات أساسية منخفضة من تيرت، إلى مستويات طبيعية مماثلة لخلايا التحكم. يتم أيضًا زيادة مستويات TERT mRNA مع التعرض للأندروجينات. قد يصبح العلاج بالأندروجين طريقة مناسبة لعلاج أمراض الدورة الدموية مثل تنكس نخاع العظم وانخفاض عدد الدم المرتبط بـ DKC وغيرها من الحالات التي تعاني من نقص التيلوميراز.

## خلايا IPS
الخلايا الجذعية المحفزة المستحثة (خلايا iPS) هي خلايا جسدية تمت إعادة برمجتها إلى حالة تشبه الخلايا الجذعية عن طريق إدخال أربعة عوامل (Oct3/4، وSox2، وKlf4، وc-Myc). تتمتع الخلايا الجذعية متعددة القدرات بالقدرة على التجديد الذاتي إلى أجل غير مسمى والمساهمة في جميع الطبقات الجرثومية الثلاث عند زرعها في الكيسة الأريمية أو استخدامها في تكوين ورم مسخي.
لم يكن التطوير المبكر لخطوط الخلايا الجذعية متعددة القدرات فعالا، حيث أنتج ما يصل إلى 5% من الخلايا الجسدية التي تمت إعادة برمجتها بنجاح إلى حالة تشبه الخلايا الجذعية. باستخدام الخلايا الجسدية المخلدة (الخلايا المتمايزة مع تنظيم إتش تيرت)، تمت زيادة إعادة برمجة الخلايا الجذعية بمقدار عشرين ضعفًا مقارنة بإعادة البرمجة باستخدام الخلايا البشرية.
تم استخدام إعادة تنشيط إتش تيرت، وبالتالي التيلوميراز، في خلايا iPS البشرية كمؤشر على تعدد القدرات وإعادة البرمجة إلى حالة تشبه الخلايا ES (الجذع الجنيني) عند استخدام الخلايا البشرية. تدخل الخلايا المعاد برمجتها والتي لا تعبر عن مستويات كافية من إتش تيرت إلى حالة هادئة بعد عدد من التكرارات اعتمادًا على طول التيلوميرات مع الحفاظ على القدرات الشبيهة بالخلايا الجذعية على التمايز. يمكن تحقيق إعادة تنشيط نشاط تيرت باستخدام ثلاثة فقط من عوامل إعادة البرمجة الأربعة التي وصفها تاكاهاشي وياماناكا: على وجه التحديد، فإن Oct3/4 وSox2 وKlf4 ضرورية، في حين أن c-Myc ليست كذلك. ومع ذلك، تم إجراء هذه الدراسة على الخلايا التي تحتوي على مستويات داخلية من c-Myc والتي قد تكون كافية لإعادة البرمجة.
يطول طول التيلومير في الخلايا البالغة السليمة ويكتسب خصائص لاجينية مشابهة لتلك الموجودة في الخلايا الجذعية الجنينية عند إعادة برمجتها كخلايا iPS. تتضمن بعض الخصائص اللاجينية للخلايا الجذعية الجنينية كثافة منخفضة من الهستونات ثلاثية الميثيل H3K9 وH4K20 في التيلوميرات، بالإضافة إلى زيادة كمية يمكن اكتشافها من نسخ TERT ونشاط البروتين. وبدون استعادة تيرت وبروتينات التيلوميراز المرتبطة به، ستنخفض كفاءة الخلايا الجذعية المستحثة متعددة القدرات بشكل كبير. كما ستفقد الخلايا الجذعية المحفزة القدرة على التجديد الذاتي وستصاب بالشيخوخة في نهاية المطاف.[16]
يتميز مرضى DKC (خلل التقرن الخلقي) جميعًا بالصيانة المعيبة للتيلوميرات مما يؤدي إلى مشاكل في تجديد الخلايا الجذعية. [17] تُظهر الخلايا الجذعية المستمدة من مرضى DKC الذين لديهم طفرة متغايرة الزيجوت في جين تيرت انخفاضًا بنسبة 50% في نشاط التيلوميراز مقارنة بخلايا iPS من النوع البري.[38] على العكس من ذلك، يمكن التغلب على الطفرات في جين TERC (جزء رنا من مجمع التيلوميراز) عن طريق التنظيم الأعلى بسبب إعادة البرمجة طالما أن جين إتش تيرت سليم وفعال.[39] وأخيرًا، لا يمكن لخلايا iPS المولدة بخلايا DKC مع جين الديسكيرين المتحور (DKC1) تجميع مركب hTERT/RNA وبالتالي لا تحتوي على تيلوميراز وظيفي.
يتم تحديد وظيفة وكفاءة خلية iPS المعاد برمجتها من خلال قدرة الخلية على إعادة تنشيط مركب التيلوميراز وإطالة التيلوميرات الخاصة بها مما يسمح بالتجديد الذاتي. يعد إتش تيرت أحد المكونات الرئيسية المقيدة لمركب التيلوميراز ونقص إتش تيرت السليم يعيق نشاط التيلوميراز، مما يجعل خلايا iPS مسارًا غير مناسب نحو علاج الاضطرابات التي تعاني من نقص التيلومير.

## الشيخوخة
مع تقدم عمر الكائنات الحية وتكاثر الخلايا، تقصر التيلوميرات مع كل جولة من التكاثر. الخلايا المقيدة بسلالة محددة قادرة على الانقسام فقط لعدد محدد من المرات، يحدده طول التيلوميرات، قبل أن تشيخ. تم ربط استنفاد التيلوميرات وعدم تغطيتها بانحطاط الأعضاء وفشلها وتليفها بسبب أن الأسلاف أصبحت هادئة وغير قادرة على التفريق. باستخدام نموذج فأر يعاني من نقص TERT في الجسم الحي، تم إعادة تنشيط جين TERT في مجموعات سكانية هادئة في أعضاء متعددة، مما أدى إلى إعادة تنشيط التيلوميراز واستعادة قدرة الخلايا على التمايز. إعادة تنشيط TERT ينظم إشارات تلف الحمض النووي المرتبطة بنقاط التفتيش الانقسامية الخلوية مما يسمح بالانتشار والقضاء على النمط الظاهري التنكسي. وفي دراسة أخرى، أدى إدخال جين TERT في فئران سليمة تبلغ من العمر عامًا واحدًا باستخدام فيروس مرتبط هندسيًا إلى زيادة العمر بنسبة 24%، دون أي زيادة في الإصابة بالسرطان.

## العلاقة بالساعة اللاجينية
من المفارقة أن المتغيرات الجينية في موضع TERT، والتي ترتبط بطول تيلومير الكريات البيض الأطول، ترتبط بمعدلات شيخوخة لاجينية أسرع في الدم وفقًا للمؤشر الحيوي الجزيئي للشيخوخة المعروف باسم الساعة اللاجينية. وبالمثل، فإن تعبير TERT البشري لم يوقف الشيخوخة اللاجينية في الخلايا الليفية البشرية.

## العلاج الجيني
صبح جين hTERT محور التركيز الرئيسي للعلاج الجيني الذي يشمل السرطان بسبب ظهوره في الخلايا السرطانية ولكن ليس في الخلايا الجسدية البالغة. إحدى الطرق هي منع ترجمة hTERT mRNA من خلال إدخال siRNA، وهي تسلسلات تكميلية ترتبط بالرنا المرسال وتمنع معالجة النسخ اللاحق للجين. هذه الطريقة لا تقضي على نشاط التيلوميراز، لكنها تقلل من نشاط التيلوميراز ومستويات hTERT mRNA التي تظهر في السيتوبلازم. شوهدت معدلات نجاح أعلى في المختبر عند الجمع بين استخدام تسلسلات hTERT المضادة للفيروس مع إدخال البلازميد المثبط للورم عن طريق عدوى الفيروس الغدي مثل PTEN.
هناك طريقة أخرى تمت دراستها وهي التلاعب بمروج hTERT للحث على موت الخلايا المبرمج في الخلايا السرطانية. يمكن تصنيع تسلسلات الحمض النووي البلازميد باستخدام مروج hTERT متبوعًا بترميز الجينات لبروتينات معينة. يمكن أن يكون البروتين سامًا أو عامل موت الخلايا المبرمج أو بروتينًا فيروسيًا. تتداخل السموم مثل ذيفان الخناق مع العمليات الخلوية وتؤدي في النهاية إلى موت الخلايا المبرمج. يمكن استخدام عوامل موت الخلايا المبرمج مثل FADD (البروتين المرتبط بفاس مع مجال الموت) لإجبار الخلايا التي تعبر عن hTERT على الخضوع لموت الخلايا المبرمج.[48] يمكن استخدام البروتينات الفيروسية مثل ثيميدين كيناز الفيروسي لاستهداف محدد للدواء. من خلال إدخال دواء أولي يتم تنشيطه بواسطة الإنزيم الفيروسي فقط، يمكن تحقيق استهداف محدد للخلايا التي تعبر عن hTERT. باستخدام محفز hTERT، ستتأثر فقط الخلايا التي تعبر عن hTERT وهذا يسمح باستهداف محدد للخلايا السرطانية. .
وبصرف النظر عن علاجات السرطان، فقد تم استخدام جين hTERT لتعزيز نمو بصيلات الشعر. يتم عرض الرسوم المتحركة التخطيطية للعلاج الجيني على النحو التالي

## تفاعلات
لقد ثبت أن إنزيم التيلوميراز المنتسخ العكسي يتفاعل مع:
- HSP90AA1,[44][45]
- Ku70,[46]
- Ku80,[46]
- MCRS1,[47]
- Nucleolin,[48]
- PINX1,[49] and
- YWHAQ.[50]
- PAWR[51]